# Göttweig (Herrschaft)

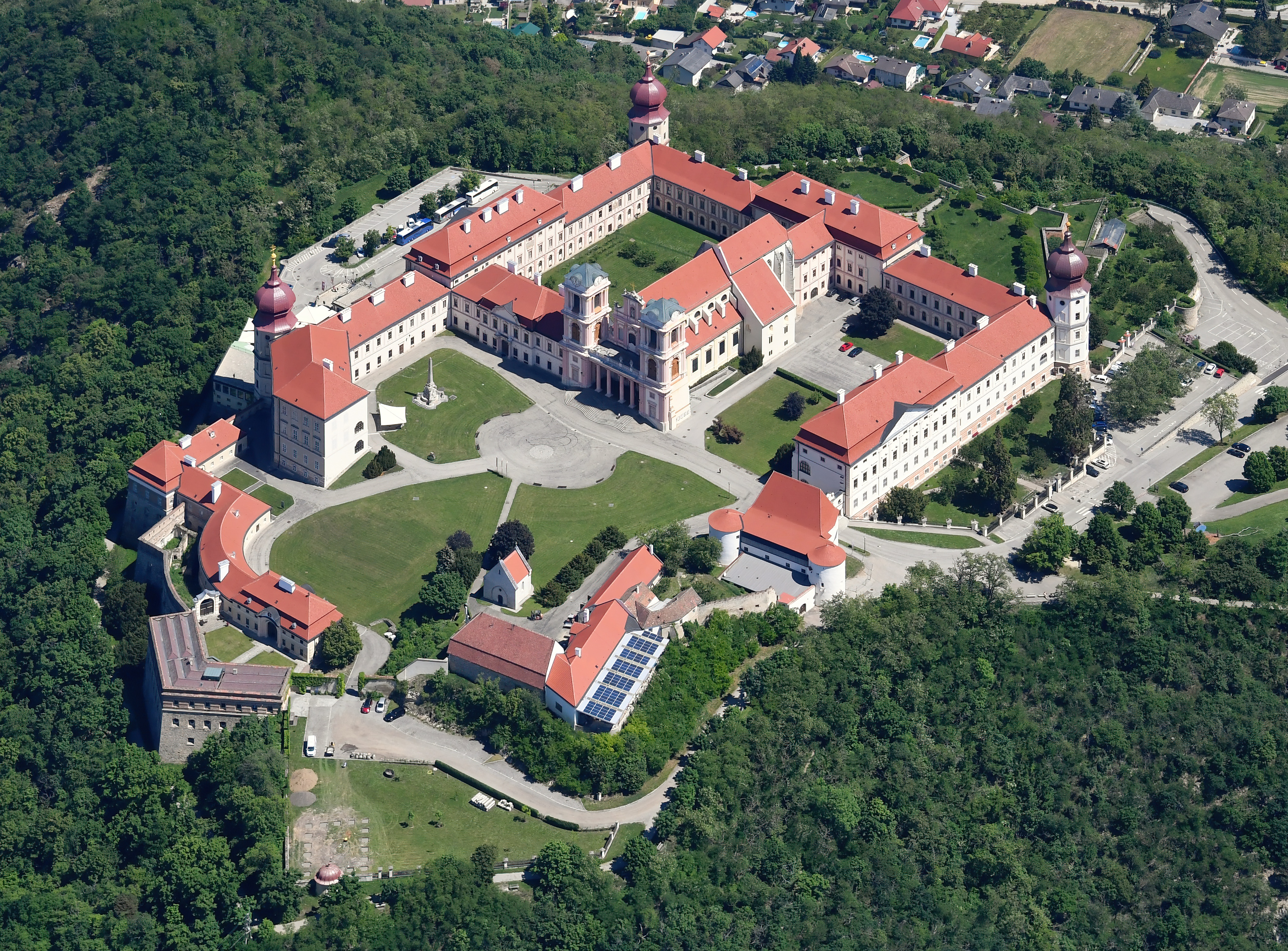
Stift Göttweig, Sitz der Verwaltung (2022)

Die Herrschaft Göttweih (in aktueller Schreibung Göttweig) war eine Grundherrschaft im Viertel ober dem Wienerwald im Erzherzogtum Österreich unter der Enns, dem heutigen Niederösterreich.

## Ausdehnung
Die Herrschaft mit den Gülten Wolfsberg, Meidling, Langenlebarn, Oberaigen, Wolfstein am Gurhof und Grabenhof, weiters den Pfarrgülten Grünau, Kilb, Pyhra, St. Veit, Heinfeld, Kleinzell am Hallbach, Haindorf, Mauer, Gansbach, Rossatz, Mautern und Getzersdorf sowie den Kirchengülten Grünau, Kilb, Pyhra, St. Veit, Haindorf, Markersdorf, Mauer, Gansbach, Mautern und Hundsheim umfasste zuletzt die Ortsobrigkeit über Göttweih, Paudorf, Hörfarth, Furth, Markersdorf, Gansbach, Meidling, Theyern, Höbenbach, Krustetten, Angern mit Wolfsberg, Thalern, Tiefenfucha, Oberfucha, Brunkirchen, Palt, Aigen, Stainaweg, Klein-Wien, Baumgarten, Rottersdorf, Langenlebarn, Oberaigen, Grünau, Rametshofen, Wultendorf, Mauer, Eggendorf, Aichberg, Pimmenhöfen, Bittersbach, Pesenbuch, Dürnbach, Geiersberg, Grabenhof, Gschwendt, Himberg, Kicking, Lottersberg, Mayerhöfen, Oed, Paltmühl, Plamberg, Scheiblwies, Schenkenbrunn, Wolfenreith, Wolfstein, Neidling, Nölling und Pfaffing. Der Sitz der Verwaltung befand sich im Stift Göttweig.

## Geschichte
Der letzte Inhaber war Engelbert Schwertfeger in seiner Funktion als Abt von Göttweig und Zalaapáti. Nach den Reformen 1848/1849 wurde die Herrschaft aufgelöst.